# Phaenopoma milloti
Phaenopoma milloti är en spindelart som beskrevs av Roewer 1961. Phaenopoma milloti ingår i släktet Phaenopoma och familjen krabbspindlar.
Artens utbredningsområde är Senegal. Inga underarter finns listade i Catalogue of Life.